# Řásnovka 770/8
Řásnovka 770/8 je pozdně funkcionalistický kancelářský dům od architekta Františka Marka. Postaven byl v letech 1941 až 1950. Ze severní strany je dům ulicí Řásnovka oddělen od budovy Ministerstva průmyslu a obchodu České republiky, ze západu toutéž ulicí od areálu Anežského kláštera a z východu je lemován ulicí Haštalskou. Dům je sídlem Technické správy komunikací hlavního města Prahy.

## Historie

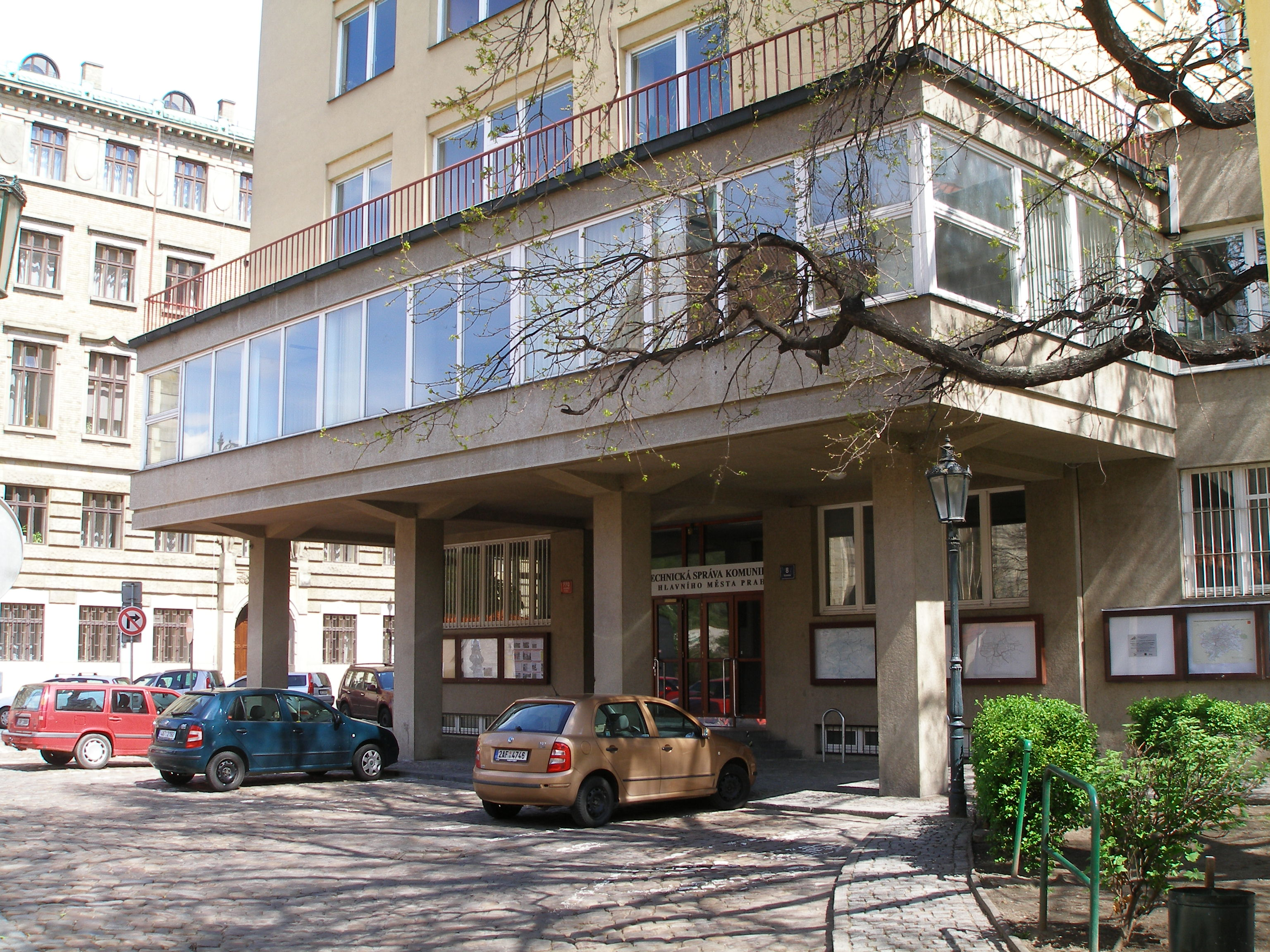
Detail vstupu

Jeho předchůdcem byl dvoupatrový dům čp. 992 postavený ve stylu empíru a dům čp. 770, jenž měl půdorys ve tvaru písmene „U“. Majitelem parcely byl Ing. Jiří Brabec a ten mezi lety 1939 a 1941 nechal dům zbourat, protože na jeho místě plánoval postavit velký nájemní dům ve stylu klasicizujícího funkcionalismu podle návrhu architektů Bohumila Hypšmana a jeho syna Aleše. V roce 1941 však rozestavěný dvoupatrový železobetonový skelet od Ing. Brabce koupil architekt Václav Šurovský. Ten sice sám měl návrhy na přestavbu rozestavěného domu, přesto se však obrátil na Františka Marka, žáka Josefa Gočára. Oproti návrhu otce a syna Hypšmanových, kteří dům navrhovali jako polouzavřený blok, jenž by na severní straně lemoval ulici Řásnovku, navrhl Marek budovu složenou ze dvou nájemních domů a kavárny.
Po roce 1945 se majitelem pozemků stalo město Praha a původní Markův projekt upravilo. Na místě měla vzniknout kancelářská budova. Tato skutečnost si vyžádala změny koncepce budovy, kdy původní Markův návrh třítraktové budovy se střední komunikací, který vyhovoval spíše obytnému domu, se změnil na dvoukřídlou budovu s půdorysem ve tvaru písmene „L“. Delší křídlo, rovnoběžné s ulicí Řásnovka je podsklepené, má šest pater, přičemž poslední šesté ustupuje dozadu. Na jižní straně tohoto křídla je při jeho východním okraji výrazný dvoupatrový rizalit. Fasáda objektu je na severní straně od prvního do pátého patra vysunuta na krakorcích. Na západní straně vystupuje v úrovni prvního patra velký prosklený arkýř, jenž je podepřen čtyřmi pilíři. V arkýři jsou umístěny zasedací místnosti a pod ním je hlavní vchod do budovy. Na střeše arkýře je balkon ukončený tyčovitým zábradlím. Jižním směrem vystupuje z tohoto křídla nízké, dvoupatrové křídlo zakončené valbovou střechou.
Budovu dostavila v roce 1950 společnost Pragostav a v letech 1977 a 1978 byla dále upravována podle návrhu architekta Gotze. Následné úpravy proběhly ještě v roce 1980.
V budově se dochovaly detaily, jimiž jsou původní funkcionalistické kyvadlové dveře („lítačky“) oddělující vstupní schodiště od předsálí s recepcí. Vpravo (při vstupu) za vchodem do budovy je na schodišti do zdi vsazen figurální reliéf s pracovní tematikou od Jana Černého vytvořený v roce 1951, který je ovšem zakryt velkou deskou se soupisem a strukturou jednotlivých oddělení v budově.